# Lista de companhias citadas no Ibovespa
O índice Bovespa (IBOVESPA) é composto pelos ativos mais negociados na B3 e que representam melhor o mercado de ações brasileiro.
A lista mostra as empresas que compõem o Ibovespa, maior índice da Bovespa, no quadrimestre de Maio a Agosto de 2020.

## Ibovespa
| Código | Ação            | Setor                                                                               | Tipo      | Site                                       |
| ------ | --------------- | ----------------------------------------------------------------------------------- | --------- | ------------------------------------------ |
| ABEV3  | AMBEV S/A       | Consumo não Cíclico / Bebidas / Cervejas e Refrigerantes                            | ON        | http://ri.ambev.com.br                     |
| AZUL4  | AZUL            | Bens Industriais / Transporte / Transporte Aéreo                                    | PN N2     | https://www.voeazul.com.br/                |
| B3SA3  | B3              | Financeiro e Outros / Serviços Financeiros Diversos / Serviços Financeiros Diversos | ON NM     | http://www.b3.com.br/                      |
| BBAS3  | BANCO DO BRASIL | Financeiro e Outros / Intermediários Financeiros / Bancos                           | ON ERJ NM | http://www.bb.com.br/                      |
| BBDC3  | BRADESCO        | Financeiro e Outros / Intermediários Financeiros / Bancos                           | ON N1     | http://www.bradesco.com.br/                |
| BBDC4  | BRADESCO        | Financeiro e Outros / Intermediários Financeiros / Bancos                           | PN N1     | http://www.bradesco.com.br/                |
| BBSE3  | BBSEGURIDADE    | Financeiro e Outros / Previdência e Seguros / Seguradoras                           | ON NM     | http://www.bancodobrasilseguridade.com.br/ |
| BEEF3  | MINERVA         | Consumo não Cíclico / Alimentos Processados / Carnes e Derivados                    | ON NM     | http://www.minervafoods.com/               |
| BPAC11 | BTGP BANCO      | Financeiro e Outros / Intermediários Financeiros / Bancos                           | UNT N2    | http://ri.btgpactual.com/                  |
| BRAP4  | BRADESPAR       | Materiais Básicos / Mineração / Minerais Metálicos                                  | PN N1     | http://www.bradespar.com/                  |
| BRFS3  | BRF SA          | Consumo não Cíclico / Alimentos Processados / Carnes e Derivados                    | ON NM     | http://www.brf-br.com                      |
| BRKM5  | BRASKEM         | Materiais Básicos / Químicos / Petroquímicos                                        | PNA N1    | http://www.braskem.com.br/                 |
| BRSR6  | BANRISUL        | Financeiro e Outros / Intermediários Financeiros / Bancos                           | PNB N1    | http://www.banrisul.com.br/                |
| CCRO3  | CCR SA          | Bens Industriais / Transporte / Exploração de Rodovias                              | ON NM     | http://www.grupoccr.com.br/                |
| CIEL3  | CIELO           | Financeiro e Outros / Serviços Financeiros Diversos / Serviços Financeiros Diversos | ON NM     | http://ri.cielo.com.br                     |
| CMIG4  | CEMIG           | Utilidade Pública / Energia Elétrica                                                | PN N1     | http://ri.cemig.com.br/                    |
| COGN3  | COGNA ON        | Consumo Cíclico / Diversos / Serviços Educacionais                                  | ON NM     | http://ri.cogna.com.br/                    |
| CPFE3  | CPFL ENERGIA    | Utilidade Pública / Energia Elétrica / Energia Elétrica                             | ON NM     | https://cpfl.riweb.com.br/                 |
| CRFB3  | CARREFOUR BR    | Consumo não Cíclico / Comércio e Distribuição / Alimentos                           | ON NM     | https://www.grupocarrefourbrasil.com.br/   |
| CSAN3  | COSAN           | Petróleo. Gás e Biocombustíveis                                                     | ON NM     | http://ri.cosan.com.br/                    |
| CSNA3  | SID NACIONAL    | Materiais Básicos / Siderurgia e Metalurgia / Siderurgia                            | ON        | http://ri.csn.com.br/                      |
| CVCB3  | CVC BRASIL      | Consumo Cíclico / Viagens e Lazer / Viagens e Turismo                               | ON NM     | https://www.cvc.com.br/                    |
| CYRE3  | CYRELA REALT    | Consumo Cíclico / Construção Civil / Edificações                                    | ON NM     | http://www.cyrela.com.br/                  |
| ECOR3  | ECORODOVIAS     | Bens Industriais / Transporte / Exploração de Rodovias                              | ON NM     | http://www.ecorodovias.com.br/             |
| EGIE3  | ENGIE BRASIL    | Utilidade Pública / Energia Elétrica                                                | ON NM     | https://www.engie.com.br/                  |
| ELET3  | ELETROBRAS      | Utilidade Pública / Energia Elétrica                                                | ON N1     | http://eletrobras.com/                     |
| ELET6  | ELETROBRAS      | Utilidade Pública / Energia Elétrica                                                | PNB N1    | http://eletrobras.com/                     |
| EMBR3  | EMBRAER         | Bens Industriais / Material de Transporte                                           | ON NM     | https://embraer.com/                       |
| ENGI11 | ENERGISA        | Utilidade Pública / Energia Elétrica                                                | UNT N2    | http://grupoenergisa.com.br/               |
| EQTL3  | EQUATORIAL      | Utilidade Pública / Energia Elétrica                                                | ON NM     | http://www.equatorialenergia.com.br/       |
| FLRY3  | FLEURY          | Saúde / Serv.Méd.Hospit..Análises e Diagnósticos                                    | ON NM     | http://www.fleury.com.br/                  |
| GGBR4  | GERDAU          | Materiais Básicos / Siderurgia e Metalurgia / Siderurgia                            | PN N1     | https://www.gerdau.com/br/pt/home          |
| GOAU4  | GERDAU MET      | Materiais Básicos / Siderurgia e Metalurgia / Siderurgia                            | PN N1     | https://www.gerdau.com/br/pt/home          |
| GOLL4  | GOL             | Bens Industriais / Transporte / Transporte Aéreo                                    | PN ES N2  | https://www.voegol.com.br/                 |
| HAPV3  | HAPVIDA         | Saúde / Serv.Méd.Hospit..Análises e Diagnósticos                                    | ON ED NM  | https://www.hapvida.com.br/                |
| HYPE3  | HYPERA          | Saúde / Comércio e Distribuição                                                     | ON NM     | https://hyperapharma.com.br/               |
| IRBR3  | IRBBRASIL RE    | Financeiro / Previdência e Seguros / Seguradoras                                    | ON NM     | https://www.irbre.com                      |
| ITSA4  | ITAUSA          | Financeiro e Outros / Intermediários Financeiros / Bancos                           | PN N1     | http://www.itausa.com.br/                  |
| ITUB4  | ITAUUNIBANCO    | Financeiro e Outros / Intermediários Financeiros / Bancos                           | PN N1     | https://www.itau.com.br/                   |
| JBSS3  | JBS             | Consumo não Cíclico / Alimentos Processados / Carnes e Derivados                    | ON NM     | https://jbs.com.br/                        |
| KLBN11 | KLABIN S/A      | Materiais Básicos / Papel e Celulose                                                | UNT N2    | https://www.klabin.com.br/                 |
| LREN3  | LOJAS RENNER    | Consumo Cíclico / Comércio                                                          | ON NM     | https://www.lojasrenner.com.br/            |
| MGLU3  | MAGAZ LUIZA     | Consumo Cíclico / Comércio                                                          | ON NM     | https://www.magazineluiza.com.br/          |
| MRFG3  | MARFRIG         | Consumo não Cíclico / Alimentos Processados / Carnes e Derivados                    | ON NM     | http://www.marfrig.com.br/                 |
| MRVE3  | MRV             | Consumo Cíclico / Construção Civil / Edificações                                    | ON NM     | https://www.mrv.com.br/                    |
| MULT3  | MULTIPLAN       | Financeiro e Outros / Exploração de Imóveis                                         | ON N2     | http://multiplan.com.br/                   |
| NTCO3  | NATURA          | Consumo não Cíclico / Produtos de Uso Pessoal e de Limpeza                          | ON NM     | https://www.natura.com.br/                 |
| PCAR3  | P.ACUCAR-CBD    | Consumo não Cíclico / Comércio e Distribuição / Alimentos                           | ON ED NM  | https://www.paodeacucar.com/               |
| PETR3  | PETROBRAS       | Petróleo. Gás e Biocombustíveis                                                     | ON N2     | http://www.petrobras.com.br/               |
| PETR4  | PETROBRAS       | Petróleo. Gás e Biocombustíveis                                                     | PN N2     | http://www.petrobras.com.br/               |
| QUAL3  | QUALICORP       | Saúde / Serv.Méd.Hospit..Análises e Diagnósticos                                    | ON NM     | https://www.qualicorp.com.br/              |
| RADL3  | RAIADROGASIL    | Saúde / Comércio e Distribuição                                                     | ON NM     | https://www.rd.com.br/                     |
| RAIL3  | RUMO S.A.       | Bens Industriais / Transporte / Transporte Ferroviário                              | ON NM     | http://rumolog.com/                        |
| RENT3  | LOCALIZA        | Consumo Cíclico / Aluguel de carros                                                 | ON NM     | https://www.localizahertz.com/             |
| SANB11 | SANTANDER BR    | Financeiro e Outros / Intermediários Financeiros / Bancos                           | UNT       | https://www.santander.com.br/              |
| SBSP3  | SABESP          | Utilidade Pública / Água e Saneamento                                               | ON NM     | http://sabesp.com.br/                      |
| SUZB3  | SUZANO S.A.     | Materiais Básicos / Papel e Celulose                                                | ON NM     | http://www.suzano.com.br/                  |
| TAEE11 | TAESA           | Utilidade Pública / Energia Elétrica                                                | UNT N2    | http://www.taesa.com.br                    |
| TOTS3  | TOTVS           | Tecnologia da Informação / Programas e Serviços                                     | ON EDB NM | https://www.totvs.com/                     |
| UGPA3  | ULTRAPAR        | Petróleo. Gás e Biocombustíveis                                                     | ON ED NM  | http://www.ultra.com.br/                   |
| USIM5  | USIMINAS        | Materiais Básicos / Siderurgia e Metalurgia / Siderurgia                            | PNA N1    | https://www.usiminas.com/                  |
| VALE3  | VALE            | Materiais Básicos / Mineração / Minerais Metálicos                                  | ON NM     | http://www.vale.com/                       |
| WEGE3  | WEG             | Bens Industriais / Máquinas e Equipamentos                                          | ON NM     | https://www.weg.net/                       |
| YDUQ3  | YDUQS PART      | Consumo Cíclico / Serviços Educacionais                                             | ON NM     | https://www.yduqs.com.br/                  |